# باسكال غراند
باسكال غراند هي منافسة ألعاب القوى كندية، ولدت في 12 أغسطس 1967 في مونتريال في كندا.

## وصلات خارجية
- باسكال غراند على موقع الاتحاد الدولي لألعاب القوى (الإنجليزية)
- باسكال غراند على موقع الاتحاد الكندي لألعاب القوى (الإنجليزية)
- باسكال غراند على موقع اللجنة الأولمبية الدولية (الإنجليزية)
- باسكال غراند على موقع أوليمبيديا (الإنجليزية)
- باسكال غراند على موقع اللجنة الأولمبية الكندية (الإنجليزية)